# Перни
Перни (грч. Πέρνη) је насељено место у општини Места у периферији Источна Македонија и Тракија, Грчка. Према попису из 2021. године било је 745 становника.
Према бугарском географу и историчару, Василу Канчову, у Пернију је 1900. године живело 930 Турака. Године 1924. турко становништво је принудно исељено у Турску а на њихово место су насељене грчке избегличке породице из Турске, којих је на попису из 1928. године било 1.311. Село се раније звало Караџакој.